# Palazzo Zucchini

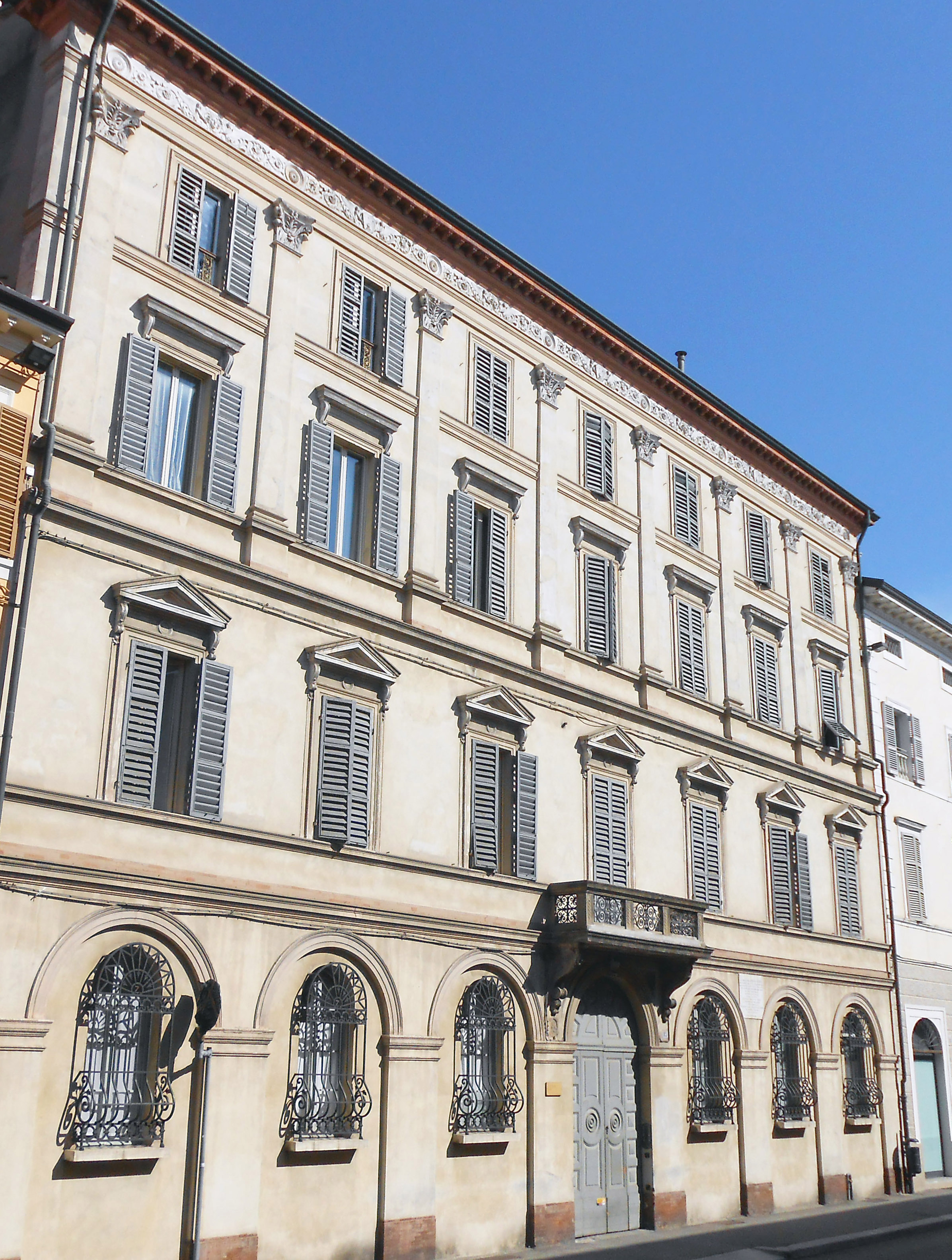
Fassade des Palazzo Zucchini in Faenza

Der Palazzo Zucchini ist ein klassizistischer Palast aus dem 19. Jahrhundert in Faenza in der italienischen Region Emilia-Romagna. Er liegt am Corso Mazzini 85.

## Geschichte und Beschreibung
Im Jahre 1865 beauftragte Graf Luigi Zucchini den Architekten und Bauingenieur Antonio Zannoni mit dem Bau eines neuen Palastes anstelle zweier vorher existierender Häuser der Familie. Das Gebäude hat vier Stockwerke und eine Fassade mit sieben Fensterachsen sowie einem Tor in der Mitte und einem Balkon darüber. Das Erdgeschoss wird von sechs Arkaden unterbrochen, die Fenster des ersten Obergeschosses sind mit Tympana versehen, während die beiden oberen Stockwerke mit einer Kolossalordnung der korinthischen Lisenen vereinigt sind, die den schön ausgearbeiteten Fries stützen, der mit einer Reihe von geflügelten Wesen verziert ist, die das Familienwappen tragen: einen Delfin auf dem Meer mit drei goldenen Sternen darüber.
Von 1881 bis 1884 wohnte Giuseppe Cesare Abba in dem Palast. Der Graf Carlo Zucchini beherbergte dort 1905 Don Romolo Murri und in den Jahren der Gründung der Partido Popolare Italiano mehrere Male den Freund Don Luigi Sturzo. 1945 wollte die Stadt Faenza an der Fassade eine Gedenktafel anbringen, um an die unermüdliche, politische Arbeit des Grafen Carlo Zucchini zu erinnern.

## Familie

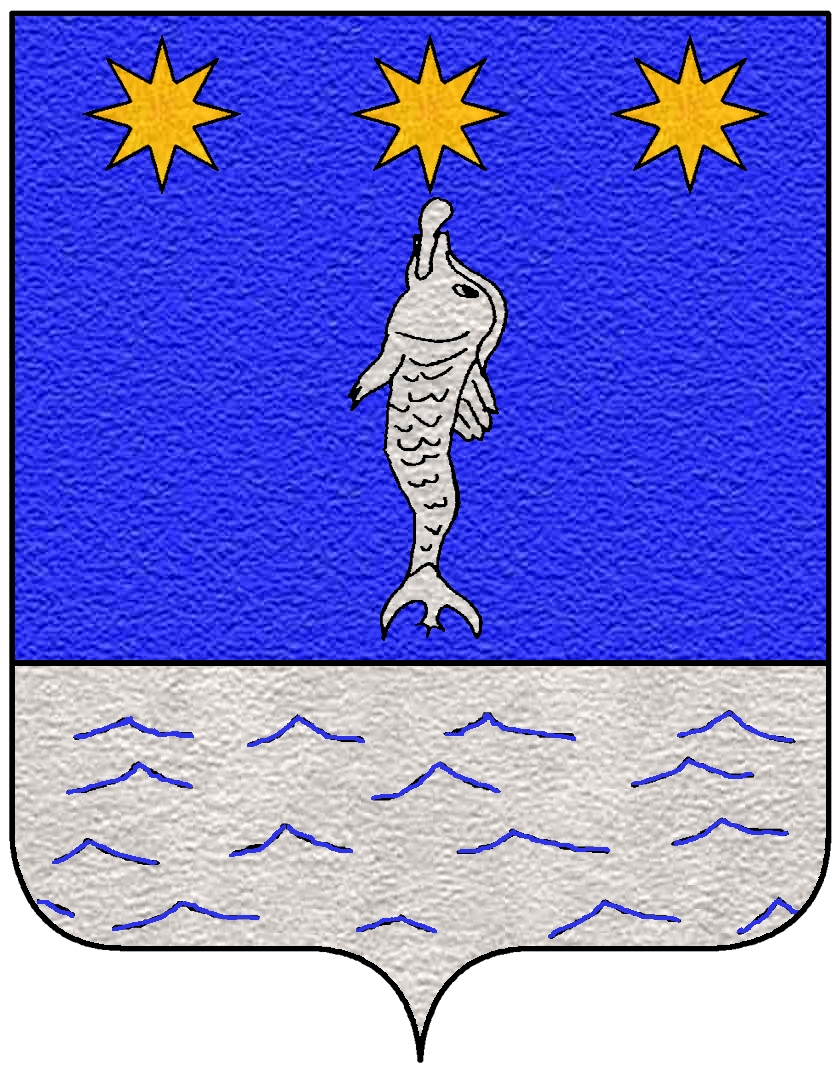
Wappen der Grafen Zucchini

Die Adelsfamilie Zucchini (früher „Delfini“) kam Mitte des 16. Jahrhunderts von Bologna nach Faenza. Zu ihnen zählen Pfarrer, Literaten, Rechtsberater und nicht zuletzt zahlreiche Geistliche, insbesondere solche des Dominikanerordens. Graf Carlo Zucchini senior war von 1821 bis 1823 und von 1836 bis 1838 ein angesehener Gonfaloniere von Faenza. Sein Bruder, Graf Giovanni Zucchini, Mitglied der Ehrengarde des Vizekönigs von Italien, war Mitglied des Regierungskomitees der Romagna gelegentlich der Bewegungen von 1831. Seine Söhne Giuseppe und Giacomo kämpften als Offiziere der 4. Brigade der Freiwilligen des Kirchenstaates 1848 in den Schlachten von Cornuda und Vicenza gegen die Österreicher, während ihr Bruder Vincenzo an den Ereignissen der Römischen Republik teilnahm und die Stadt Rom am 30. April 1849 gegen die Franzosen verteidigte. Der Graf und Rechtsanwalt Carlo Zucchini (1862–1928), von dem die heutigen Nachkommen der Familie abstammen, war der große Förderer des katholischen Vereinswesens in der Romagna. Mit dem Grafen Giovanni Acquaderni gehörte er zu den Gründern der Bank Credito Romagnolo und der nationalen Tageszeitung L’Avvenire d’Italia. 1899 gründete er zusammen mit anderen Freunden die Wochenzeitung „Il Piccolo“, das örtliche Organ der Azione Cattolica. 1905 gründete er das Casa del Popolo, den Sitz der katholischen Vereine Faenzas. 1916 ernannte ihn Papst Benedikt XV. zum Präsidenten der Unione Economico e Sociale. Da er 1919 zu den Gründern der Partido Popolare Italiano gehörte, wurde er in seinem Wahlkreis für zwei Legislaturperioden bis zur Wahl 1924 als Parlamentsmitglied gewählt. Dann entschied er sich, nicht mehr anzutreten. Sein Sohn, Graf und Rechtsanwalt Antonio Zucchini, war von 1920 bis 1923 Volksbürgermeister von Faenza, war dann aber wegen der Gewalt der Faschisten zur Aufgabe gezwungen. Von 1945 bis zu seinem Tod 1971 war er ein aktives Mitglied der Democrazia Cristiana.

## Galeriebilder

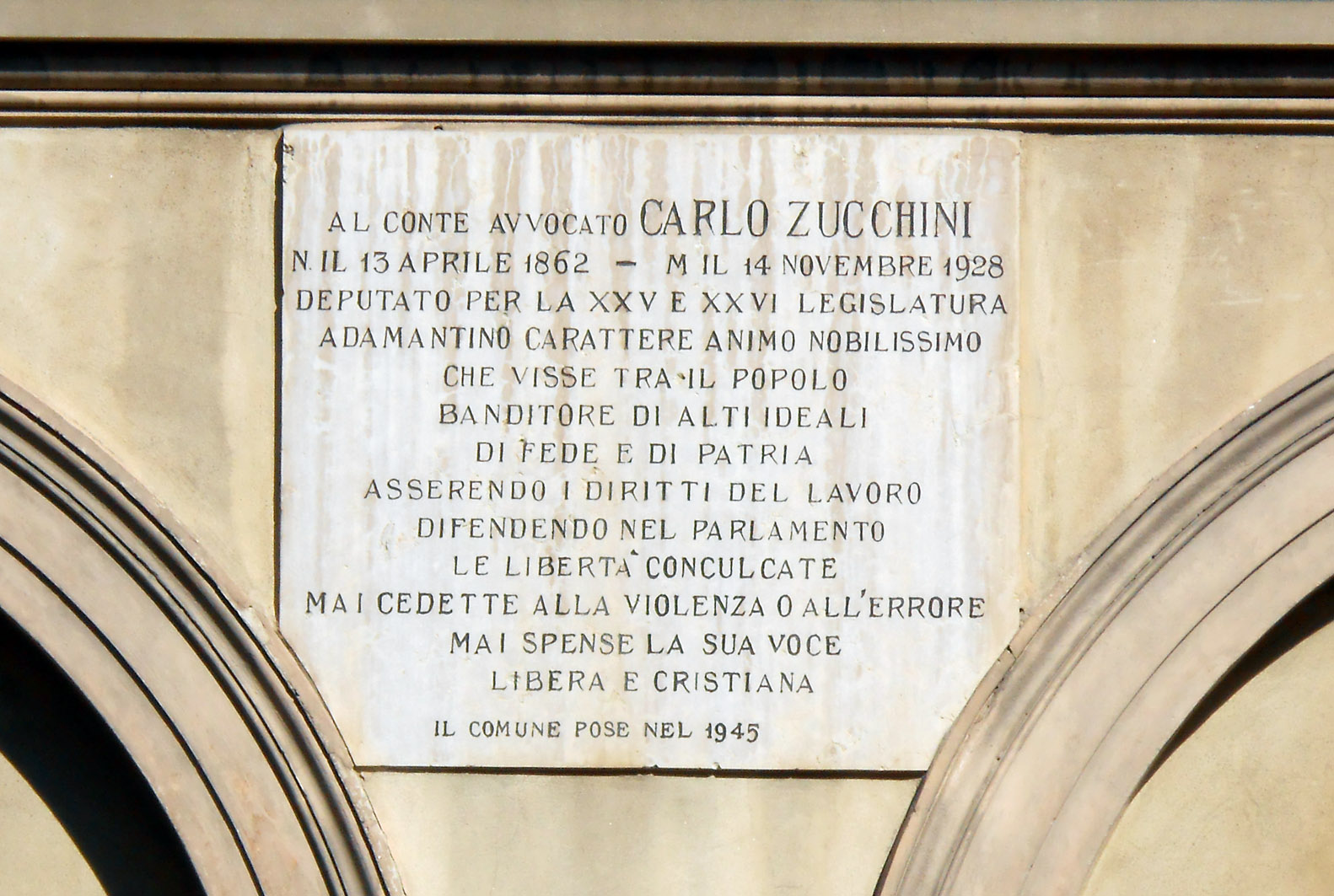
Erinnerungstafel an Graf Carlo Zucchini
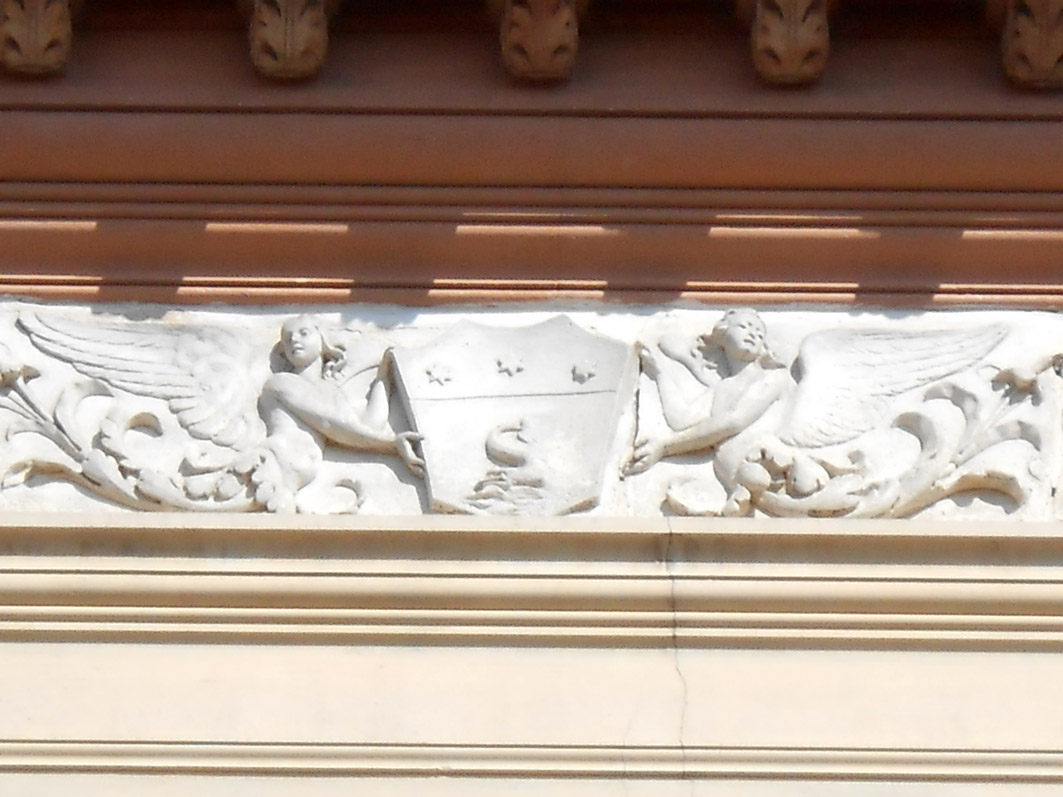
Wappen der Zucchinis auf dem Fries des Traufgesimses
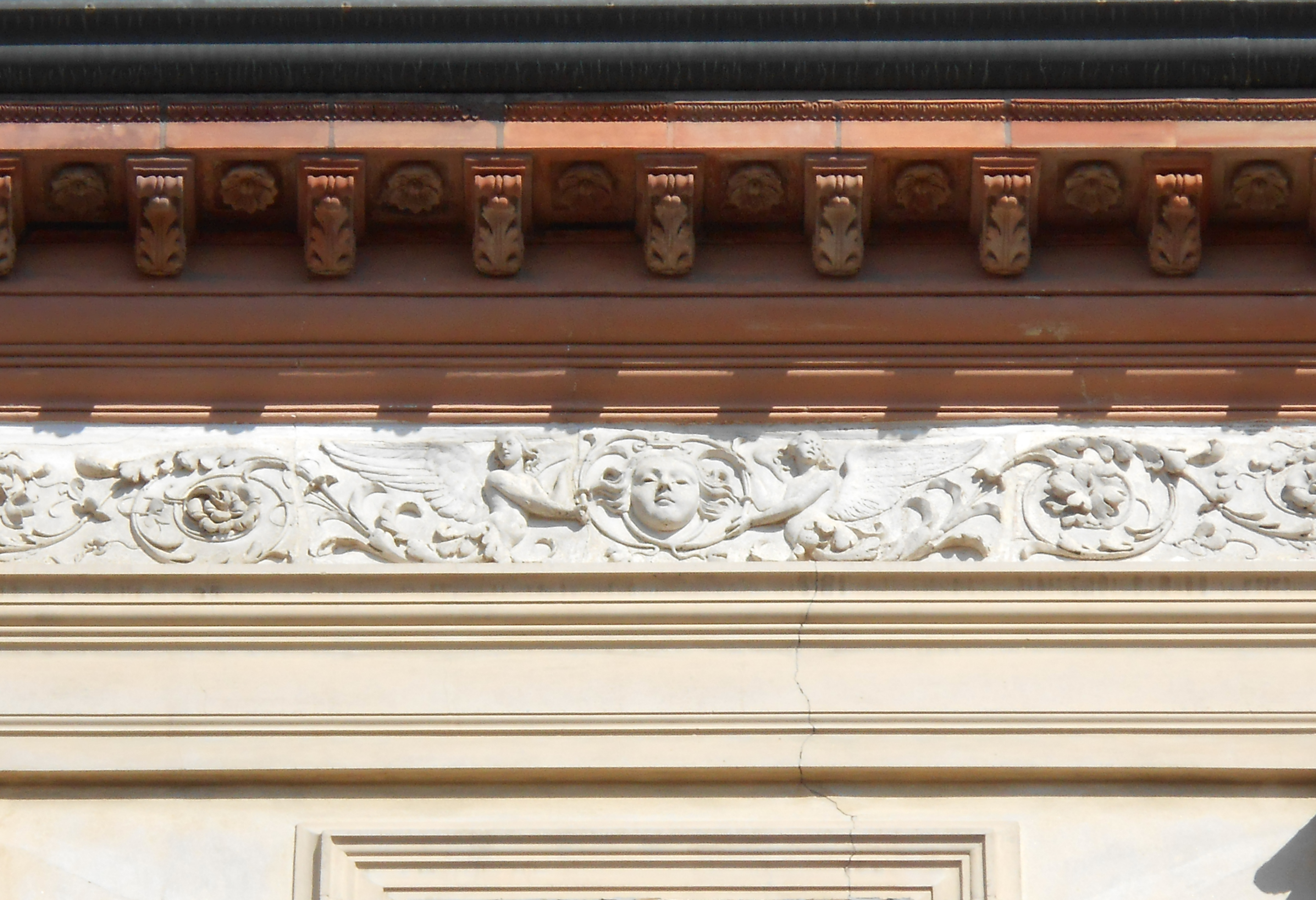
Detail des Frieses am Traufgesims
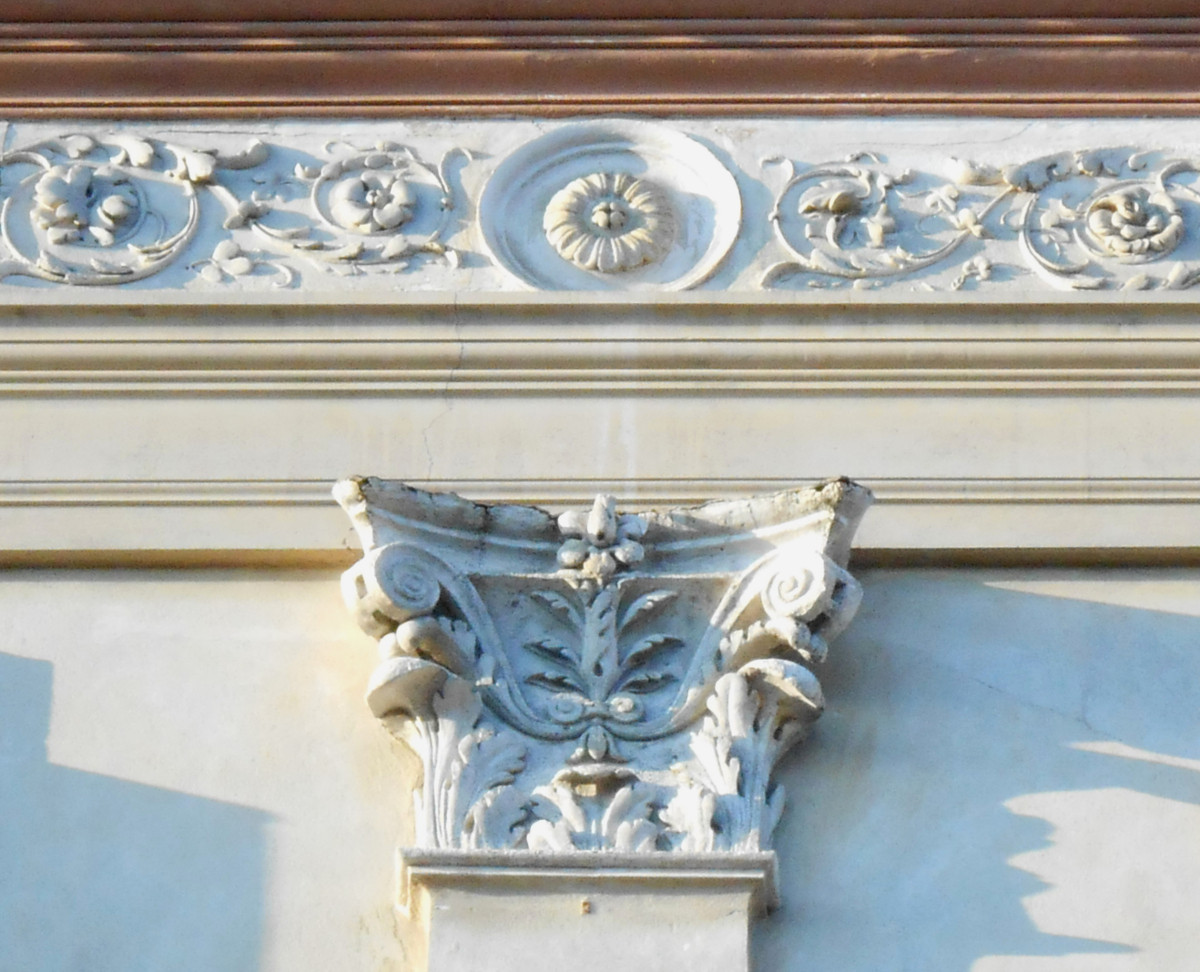
Korinthisches Kapitell an der Lisene der Monumentalordnung